# Dīzaj-e Takyeh
Dīzaj-e Takyeh (persiska: دیزج تکیه, ديزَجِ تَكيِه) är en ort i Iran.   Den ligger i provinsen Västazarbaijan, i den nordvästra delen av landet, 600 km väster om huvudstaden Teheran. Dīzaj-e Takyeh ligger 1 297 meter över havet och antalet invånare är 737.
Terrängen runt Dīzaj-e Takyeh är platt åt nordost, men åt sydväst är den kuperad.Runt Dīzaj-e Takyeh är det ganska tätbefolkat, med 185 invånare per kvadratkilometer. Närmaste större samhälle är Urmia, 16,8 km nordväst om Dīzaj-e Takyeh. Trakten runt Dīzaj-e Takyeh består till största delen av jordbruksmark.